# 城西镇 (连云港市)
城西镇为江苏省连云港市赣榆区下辖镇，位于赣榆区西郊，“花卉之乡”。
截至2007年，总面积45.3平方千米，辖21个行政村，4.3万人，耕地面积2735公顷。

## 经济
2007年，实现地区生产总值2.5亿元，全社会固定资产投资2.52亿元，地方财政一般预算性收人896万元，农民人均纯收人6525元。

## 行政区划
以下详细区划及数据采用2007年底统计信息。
2007年底，面积45.3平方千米，辖21个行政村。

### 大里村
由东大里、西大里、程好3个村合并而成。有村民小组7个，578户，2220口人，耕地面积137.14公顷。工农业产值3432万元，人均纯收人6480元。

### 马朱孟村
有4个村民小组，230户，845口人，耕地面积45公顷，工农业产值2063.6万元，人均纯收人6623元。

### 袁望河村
有3个村民小组，249户，996口人，耕地面积63公顷。工农业产值1881万元，人均纯收人6472元。

### 望仙河村
由望东、望西、望中3个村合并而成。有9个村民小组，636户，2655口人，耕地面积147.4公顷。工农业产值2993.1万元，人均纯收人6517元。

### 朱岔汪村
由5个村民小组，146户，633口人，耕地面积41.22公顷。工农业产值1347.5万元，人均纯收人6493元。

### 西朱堵村
由前西朱堵村、后西朱堵村合并而成。有9个村小组，768户，3006口人，耕地面积196.63公顷，工农业产值3412.2万元，人均纯收人6505元。建有一个工业小区，小区内有服装厂、玩具厂、铸造厂等5家企业。

### 东朱堵村
由前东朱堵、后东朱堵合并而成。有11个村民小组，718户，2973人，耕地面积123.13公顷。工农业产值4345万元，人均纯收人6500元。

### 岗尚村
由原岗东、岗西、后岗3个村合并而成。有10个村民小组，515户，2122口人，耕地面积125.2公顷，工农业产值3949万元，人均纯收人6488元。后岗村是养蚕专业村，全村有90%以上的村民从事养蚕产业，岗东村是竹编专业村，全村农民基本都从事竹编工艺。

### 龙窝村
由龙窝、小埠两村合并而成。有9个村民小组，425户，1642口人，耕地面积116.46公顷。工农业产值2307.8万元，人均纯收人6480元。

### 曲坊村
由大曲、东曲、西曲3个村合并而成，有4个村民小组，546户，2239口人，耕地面积134.33公顷。工农业总产值3516.7万元，人均纯收人6769元。有花卉苗木基地l个，占地面积6.67公顷。

### 沙河子村
有5个村民小组，442户，1742口人，耕地面积83.84公顷。工农业产值2462.9万元。人均纯收人6480元。是粉皮加工专业村。

### 葛湖村
有3个村民小组，187户，7犯口人，耕地面积59.5公顷。工农业产值1551万元，人均纯收人6503元。

### 十里铺村
由东十里、西十里2个村合并而成。有3个村民小组，294户，1192口人，耕地面积9公顷，工农业产值3048.1万元，人均纯收人6493元。全村60%以上劳动力外出务工。

### 滕庄村
由前滕、后滕、彭湖3个村合并而成。有10个村民小组，640户，2646口人，耕地面积187.5公顷。工农业产值3489.2万元，人均纯收人6503元。村内建有蛋鸡饲养和鹤鹑养殖专业户20余户，户年均经济收人10余万元。

### 黄庄村
有4个村民小组，326户，1321口人，耕地面积104.2公顷。工农业产值2596万元，人均纯收人6479元。

### 店子村
由小官湖、店子2个村合并而成。有5个村民小组，314户，1282口人，耕地面积77.3公顷。工农业产值2964.5万元，人均纯收人6480元，全村有种植花卉苗木大户l户，占地面积6.67公顷;村内还建有农民工业园1个，水泥制品厂和服装、玩具公司等企业4家。

### 高岭村
由高岭、单集2个村合并而成。有3个村民小组，200户，805口人，耕地面积52.3公顷。工农业产值1829.3万元，人均纯收人6480元。

### 寺后村
由寺后、朱庄、早王3个村合并而成。有12个村民小组，752户，2832口人，耕地面积230公顷。工农业产值3239.5万元，人均纯收人6480元。是草帘、蒲草加工专业村，每户年创收达3万多元。

### 仙丘铺村
由仙一、仙二、仙三3个村合并而成。有12个村民小组，536户，2816口人，耕地面积183.96公顷。工农业产值3498万元，人均纯收人6526元。

### 新合村
由三高、全岭2个村合并而成。有2个村民小组，259户，950口人，耕地面积57.23公顷。工农业产值2915万元，人均纯收人6473元。

### 高庄村
由大高、二高2个村合并而成。有8个村民小组，592户，2326口人，耕地面积161.35公顷，工农业产值3404.5万元，人均纯收人6475元。

## 企业
- 翰榆县东方包装厂
- 连云港市亚特新铸造有限公司
- 连云港市金龙粘合剂厂
- 连云港市千禧粉丝厂
- 连云港市新龙珠化工厂
- 连云港金日金属制品厂
- 连云港市亚瑟斯制衣有限公司
- 连云港市昌泰食品有限公司
- 赣榆县生源服饰有限公司
- 赣榆县蓝天包装有限公司
- 连云港倍豪植物开发有限公司